# Tipula (Acutipula) bulbifera
Tipula (Acutipula) bulbifera is een tweevleugelige uit de familie langpootmuggen (Tipulidae). De soort komt voor in het Palearctisch gebied.